# Rouvres (Seine-et-Marne)
Rouvres település Franciaországban, Seine-et-Marne megyében. Lakosainak száma 1021 fő (2022. január 1.). Rouvres Saint-Mard, Ève, Lagny-le-Sec, Dammartin-en-Goële és Marchémoret községekkel határos.

## Népesség
A település népessége az elmúlt években az alábbi módon változott:
| Lakosok száma | 706  | 877  | 894  | 899  | 905  | 910  | 916  | 1005 | 1021 |
|               | 2013 | 2015 | 2016 | 2017 | 2018 | 2019 | 2020 | 2021 | 2022 |